# Lehota pod Vtáčnikom
Lehota pod Vtáčnikom (em húngaro: Papszabadi) é um município da Eslováquia, situado no distrito de Prievidza, na região de Trenčín. Tem 27,97 km² de área e sua população em 2018 foi estimada em 3.902 habitantes.

## Demografia
| Ano:        | 1994 | 2004   | 2014   | 2024   |
| ----------- | ---- | ------ | ------ | ------ |
| Broj ljudi: | 3695 | 3791   | 3922   | 3697   |
| Razlika:    |      | +2,59% | +3,45% | -5,73% |

| Ano:               | 2023 | 2024   |
| ------------------ | ---- | ------ |
| Número de pessoas: | 3740 | 3697   |
| Diferença:         |      | -1,14% |